# Dialogue de l'ombre double
Dialogue de l'ombre double est une œuvre mixte de Pierre Boulez pour clarinette et dispositif électroacoustique composée en 1985. La pièce est dédiée à Luciano Berio pour son soixantième anniversaire. Il existe une version pour basson, pour saxophone, pour flûte traversière et pour flûte à bec, chacune réalisée par l'interprète lui-même.
Dialogue de l'ombre double est inspiré par la scène l'ombre double du Soulier de satin de Paul Claudel. Le clarinettiste dialogue avec son ombre, représentée par une partie de clarinette pré-enregistrée sur bande magnétique et spatialisée au moyen de haut-parleurs répartis autour du public.
La pièce a été créée le 28 octobre 1985 à Florence par Alain Damiens. La version pour saxophone a été créée le 23 juin 2001 au Théâtre des Bouffes du Nord, par Vincent David. La version pour flûte a été créée en mai 2002 à San Francisco par Cécile Daroux. En 2015, une autre version pour flûte à bec est créée par Erik Bosgraaf.

## Œuvres liées
Maurice Béjart a composé une chorégraphie pour les Ballets de Lausanne, donnée en première mondiale le 27 mai 1998 à Lausanne.